# Дэниэл, Кеон
Кеон Келли Дэниэл (англ. Keon Kelly Daniel; родился 16 января 1987 года в Ламбо, Тринидад и Тобаго) — тринидадский футболист, полузащитник клуба «Тыхы». Выступал в сборной Тринидада и Тобаго.

## Клубная карьера
В 2005 году Дэниэл провёл две недели на стажировке в английском «Манчестер Юнайтед», после чего подписал свой первый контракт с местным клубом «Юнайтед Петротрин». В 2008 года Кеон вновь был в Англии в «Вест Хэм Юнайтед», затем вновь вернулся на родину в «Каледонию Эй-Ай-Эй». В 2010 году он перешёл в «Пуэрто-Рико Айлендерс». 27 июня в матче против «Рочестер Райнос» Кеон дебютировал за новый клуб. 4 июля в поединке против «Остин Ацтекс» он забил свой первый гол. По итогам сезона Кеон помог команде выиграть USSF Division 2.
В марте 2011 года Дэниэл подписал контракт с американским клубом «Филадельфия Юнион». 3 апреля в матче против «Лос-Анджелес Гэлакси» он дебютировал в MLS. 11 июня в поединке против «Реал Солт-Лейк» Кеон забил свой первый гол за «Юнион». В сентябре у Дэниэла возникли проблемы с визой поэтому он некоторое время находился на родине.

## Карьера в сборной
В 2007 году Дэниэл дебютировал за сборную Тринидада и Тобаго. 29 января 2008 года в товарищеском матче против сборной Гайаны он забил свой первый гол за национальную команду. В 2007 году Кеон принял участие в Золотом кубке КОНКАКАФ. В 2013 года в составе сборной Дэниэл во второй раз участвовал в розыгрыше принял участие в розыгрыше Золотого кубка. На турнире он сыграл в трех матчах против сборных Гаити и Мексики, а во встрече против Сальвадора забил гол.

### Голы за сборную Тринидада и Тобаго
| #   | Дата            | Место                                              | Противник          | Счёт | Результат | Соревнование                            |
| --- | --------------- | -------------------------------------------------- | ------------------ | ---- | --------- | --------------------------------------- |
| 01. | 29 января 2008  | Ато Болдон, Кува, Тринидад и Тобаго                | Гайана             | 1:1  | 2:1       | Товарищеский матч                       |
| 02. | 19 марта 2008   | Марвин Ли, Макойя, Тринидад и Тобаго               | Сальвадор          | 1:0  | 1:0       | Товарищеский матч                       |
| 03. | 8 июля 2008     | Марвин Ли, Макойя, Тринидад и Тобаго               | Гайана             | 2:0  | 2:0       | Товарищеский матч                       |
| 04. | 20 августа 2008 | Педро Марреро, Гавана, Куба                        | Куба               | 0:1  | 1:3       | Чемпионат мира 2010 (отборочный турнир) |
| 05. | 20 августа 2008 | Педро Марреро, Гавана, Куба                        | Куба               | 0:2  | 1:3       | Чемпионат мира 2010 (отборочный турнир) |
| 06. | 6 сентября 2008 | Хейсли Кроуфорд, Порт-оф-Спейн, Тринидад и Тоабаго | Гватемала          | 1:0  | 1:1       | Чемпионат мира 2010 (отборочный турнир) |
| 07. | 7 ноября 2008   | Марвин Ли, Макойя, Тринидад и Тобаго               | Сент-Китс и Невис  | 1:0  | 3:1       | Карибский кубок 2008 (квалификация)     |
| 08. | 19 ноября 2008  | Хейсли Кроуфорд, Порт-оф-Спейн, Тринидад и Тобаго  | Куба               | 3:0  | 3:0       | Чемпионат мира 2010 (отборочный турнир) |
| 09. | 6 сентября 2011 | Национальный стадион, Сен-Мишель, Барбадос         | Барбадос           | 0:1  | 0:2       | Чемпионат мира 2014 (отборочный турнир) |
| 10. | 10 октября 2012 | Уорнер Парк, Бастер, Сент-Китс и Невис             | Французская Гвиана | 1:3  | 1:4       | Карибский кубок 2012 (квалификация)     |
| 11. | 14 октября 2012 | Уорнер Парк, Бастер, Сент-Китс и Невис             | Ангилья            | 0:2  | 0:10      | Карибский кубок 2012 (квалификация)     |
| 12. | 14 октября 2012 | Уорнер Парк, Бастер, Сент-Китс и Невис             | Ангилья            | 0:5  | 0:10      | Карибский кубок 2012 (квалификация)     |
| 13. | 14 октября 2012 | Уорнер Парк, Бастер, Сент-Китс и Невис             | Ангилья            | 0:7  | 0:10      | Карибский кубок 2012 (квалификация)     |
| 14. | 8 июля 2013     | Ред Булл Арена, Гаррисон, США                      | Сальвадор          | 1:0  | 2:2       | Золотой кубок КОНКАКАФ 2013             |